# Calosoma simplex
Calosoma simplex är en skalbaggsart som beskrevs av Leconte 1878. Calosoma simplex ingår i släktet Calosoma och familjen jordlöpare. Inga underarter finns listade i Catalogue of Life.